# ادوكي
ادوكي رمزها «ID» (بالإنجليزية: Idukki)‏ ، هو تقسيم إداري لدولة الهند تتبع ولاية كيرلا (بالإنجليزية: Kerala)‏ ، مركزها هو مدينة بانفيو (بالإنجليزية: Painavu)‏ عدد سكانها حسب تعداد سنة 2001 هو 1,128,605 ، مساحتها 4,479 كم² وكثافة السكان 252 لكل كم² .